# 德博拉·阿贾凯耶
德博拉·伊尼洛·阿贾凯耶（Deborah Enilo Ajakaiye，1940年—），尼日利亚北部高原州人，尼日利亚地球物理学家。她也是非洲首位女性物理学家，她的地球物理学研究在尼日利亚采掘业中发挥着重要地位。

## 早期生涯
1940年，阿贾凯耶出生于尼日利亚北部高原州首府乔斯。她是家中六个孩子中的第五个。她的父母相信男女平等的教育，并在男女孩子之间分配家务。1962年，她毕业于伊巴丹大学，获得物理学学位。之后她在英国伯明翰大学获得硕士学位，并于1970年在尼日利亚的阿马杜贝洛大学获得地球物理学博士学位。阿贾凯耶起初对数学倍感兴趣，但考虑到地球物理学会帮助祖国尼日利亚，她最终转向到地球物理学。

## 事业
1980年，阿贾凯耶成为非洲首位物理学女教授，她曾在阿马杜贝洛大学和乔斯大学任教，并在后者担任自然科学学院院长。她从事的地理可视化方面研究，之后被尼日利亚政府采用于定位尼日利亚地下矿藏与地下水。她还与自己的学生一道，成功绘制完成了尼日利亚的重力图。退休后，她把工作重心转向于她在1991年创建的尼日利亚慈善组织“对寡妇、鳏夫、老人和孤儿的基督教关怀”（Christian Care for Widows, Widowers, Aged and Orphans, CCWA）。

## 荣誉
阿贾凯耶的科学研究与对祖国尼日利亚的贡献被民众广泛认可。尼日利亚采矿和地球科学学会表彰了她的功绩，授予她“尼日利亚采矿和地球科学学会最高荣誉奖”，她也是首位获得该殊荣的女性。此外，她也是首位伦敦地质学会的非洲黑人会士。